# Медаль Бенджаміна Франкліна (Американське філософське товариство)
Меда́ль Бенджамі́на Фра́нкліна (англ. Benjamin Franklin Medal) від Американського філософського товариства, розташованого у Філадельфії (штат Пенсільванія, США), яку також називають Медаль двохсотліття Бенджаміна Франкліна (англ. Benjamin Franklin Bicentennial Medal), вручається з 1906 року. Філософське товариство створене у 1743 році за участі Бенджаміна Франкліна. Нагороду засновано в ознаменування 200-річчя з дня народження Б. Франкліна. Музей витончених мистецтв у Бостоні має цю медаль у своїй колекції.
Медаль була створена братами Огастесом і Луї Сент-Годенсами.

## Лауреати

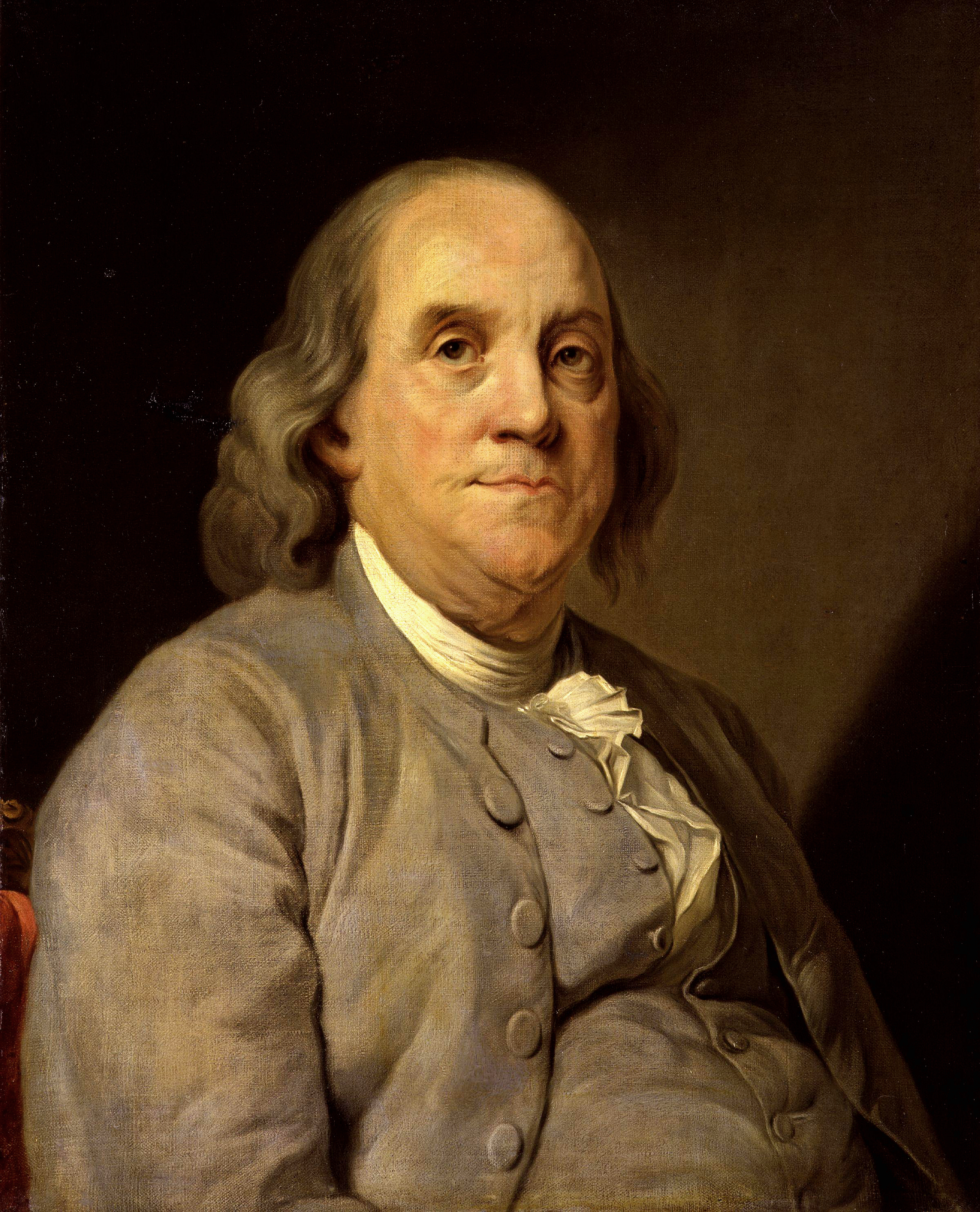
Бенджамін Франклін, портрет роботи (бл. 1785)

Лауреати отримували цю нагороду під різними назвами та з різних підстав:
- Першою медаллю було нагороджено Французьку Республіку у 1906.[3]
- 1906: Клівленд Еббе[en], метеоролог
- 1921: Марія Склодовська-Кюрі[6]

### Медаль Бенджаміна Франкліна
Нагорода за помітні заслуги перед Американським філософським товариством (між 1937 і 1983 роками):
- 1937: Вільям Лайон Фелпс[en]
- 1939: Едвард Бенеш
- 1940: Едвар Семюел Корвін[en]
- 1941: Г'ю Стотт Тейлор[en]
- 1943: Джеймс Браянт Конант
- 1945: Артур Комптон
- 1947: Дуглас Стаутголл Фрімен[en]
- 1949: William E. Lingelbach
- 1979: Джордж Вашингтон Конер[en]
- 1982: Julia A. Noonan
- 1983: Вайфілд Белл (молодший)[en]

### Медаль Бенджаміна Франкліна за видатні досягнення в гуманітарних чи природничих науках
Нагородження проводились між 1985 та 1991 роками.
- 1985: Чарлз Гаґґінс
- 1986: Гелен Брук Тассіг
- 1987: Отто Нейгебауер[en] і Семюел Крамер
- 1988: Суне Бергстрем і Джонатан Роудс[en]
- 1989: Джон Арчибальд Вілер
- 1990: Джемс Беннет Прічард[en], Бріттон Чанс і Крофорд Грінволт[en]
- 1991: Лайман Спітцер

### Медаль Бенджаміна Франкліна за видатні наукові досягнення
Нагородження проводилось від 1993 року.
- 1993: Емілі Хартшорн Мадд[en]
- 1993: Майкл Атія
- 1993: Чженьнін Янг
- 1993: Барбара Мак-Клінток
- 1993: Рут Патрік
- 1995: Ернст Майр
- 1996:  Victor A. McKusick[en]
- 1997: Герман Ґолдстайн[en]
- 1998: Едвард Осборн Вілсон
- 1999: Філліп Шарп
- 1999: Фредерік Чапмен Роббінс
- 2000: Вільям Олівер Бейкер[en]
- 2001: Александер Ґордон Бірн[en]
- 2001: Френсіс Крік і Джеймс Вотсон
- 2002: Джошуа Ледерберг
- 2003: Джанет Роулі[en]
- 2004: Стівен Вайнберг
- 2005: Ганс Бете
- 2006: Ерік Кендел
- 2016: Томас Стразл[en]
- 2018: Мері-Клер Кінг

### Медаль Бенджаміна Франкліна за видатні заслуги перед суспільством
Нагорода вручається з 1987.
- 1987: Маргарет Тетчер
- 1988: Воррен Бергер
- 1988: Томас Вотсон (молодший)
- 1989: Пол Меллон[en]
- 1992: Тургуд Маршалл
- 1993: Волтер Анненберґ[en]
- 1994: Лайнус Полінг
- 1995: Вільям Ґолден[en]
- 1996: Едмунд Карпентер, II[en]
- 1997: Вільям Скрантон[en]
- 1998: Алан Грінспен
- 1999: Джордж Мітчелл
- 2000: Нельсон Мандела
- 2002: Мері Робінсон
- 2003: Сандра Дей О'Коннор
- 2004: Джеймс Вулфенсон
- 2005: Семюел Нанн
- 2006: Джон Гоуп Франклін
- 2011: Арлін Адамс[en]
- 2018: Браян Стівенсон